# Лапітос (місто-держава)
35°21′21″ пн. ш. 33°11′44″ сх. д. / 35.35583333° пн. ш. 33.19555556° сх. д.
Ла́пітос (Лапаф; дав.-гр. Λάπηθος) — монархічне місто-держава епох бронзового і залізного діб, що знаходилося на північному узбережжі Кіпру на території сучасного міста Лапітос.

## Історія
Згідно з ассирійськими написами за правління царя Асархаддона, Лапітос був одним з 11 міст-царств острова (країни Я (Ia') ассирійської провінції Яднанна «Iadnan(n)a», тобто Кіпру). Проте він не згадується в написах на стелі Кітіону.
Під час правління Ахеменідів (Давня Персія) в Лапітосі з'являється колонія фінікійських торговців і мореплавців. Один із написів IV століття до н. е. вказує на існування тут храму богів Біблу. Скілак вважав, що Лапітос і був заснований був. Однак Страбон у своїй «Географії» писав про те, що місто створили переселенці зі Спарти.
За свідченнями Діодора Сицилійського, останній з царів Лапітоса, Праксіпп, був у 312 році до н. е. усунутий правителем Єгипту Птолемеєм I. У 29 році н. е. тут споруджується вівтар на честь римського імператора, божественного Тіберія.
У 1931 році американець Берт Годж Гілл за порученням Пенсільванського університету проводив археологічні дослідження на території стародавнього некрополя Лапітосу.

## Список відомих царів Лапітоса
У творах Діодора і на місцевих монетах згадуються деякі правителі міста:
- Демонік I
- Сідквімілк, правив до 499/8 років до н. е.
- Демонік II
- Праксіпп, правив до 312 р. до н. е.